# Jang Yong-Ho
Jang Yong-Ho (en coreano: 장용호; 4 de abril de 1976) es un deportista surcoreano que compitió en tiro con arco, en la modalidad de arco recurvo.
Participó en tres Juegos Olímpicos de Verano entre los años 1996 y 2004, obteniendo tres medallas: plata en Atlanta 1996, oro en Sídney 2000 y oro en Atenas 2004. Ganó cuatro medallas en el Campeonato Mundial de Tiro con Arco al Aire Libre entre los años 1997 y 2003.

## Palmarés internacional
| Juegos Olímpicos                 | Juegos Olímpicos            | Juegos Olímpicos  | Juegos Olímpicos |
| Año                              | Lugar                       | Medalla           | Prueba           |
| -------------------------------- | --------------------------- | ----------------- | ---------------- |
| 1996                             | Atlanta (Estados Unidos)    | Medalla de plata  | Equipo           |
| 2000                             | Sídney (Australia)          | Medalla de oro    | Equipo           |
| 2004                             | Atenas (Grecia)             | Medalla de oro    | Equipo           |
| Campeonato Mundial al Aire Libre |                             |                   |                  |
| Año                              | Lugar                       | Medalla           | Prueba           |
| 1997                             | Victoria (Canadá)           | Medalla de oro    | Equipo           |
| 1997                             | Victoria (Canadá)           | Medalla de bronce | Individual       |
| 1999                             | Riom (Francia)              | Medalla de plata  | Equipo           |
| 2003                             | Nueva York (Estados Unidos) | Medalla de oro    | Equipo           |